# Otto Lindwall
Otto David Lindwall, född den 2 januari 1876, död den 29 januari 1943, var en svensk kompositör och militärmusiker (klarinett). Han föddes i Ockelbo där fadern var organist, folkskollärare, urmakare och aktiv i stadens musikliv. Vid 13 års ålder antogs Otto Lindwall som musikvolontär vid Helsinge regemente vid musikkåren som han blev trogen i 38 år. Kompositionerna var allt från blåsorkester till symfoniska verk. Lindwall startade en symfoniorkester 1912.
Han komponerade Konvaljens avsked 1904, en långsammare Bostonvals. Valsen har funnits med i flera filmer som Katrina 1943, Hon dansade en sommar 1951, Så vit som en snö 2001 m.fl. Många artister har spelat in denna tidiga svenska schlager.